# Auneuil
Auneuil je francouzská obec v departementu Oise v regionu Hauts-de-France. V roce 2011 zde žilo 2 792 obyvatel.

## Sousední obce
Beaumont-les-Nonains, Berneuil-en-Bray, La Houssoye, Rainvillers, Saint-Léger-en-Bray, Saint-Martin-le-Nœud, Troussures, Villotran

## Vývoj počtu obyvatel
Počet obyvatel 